# Konstal 105Nz
Konstal 105Nz – typ silnikowego wagonu tramwajowego, wyprodukowanego w 1997 r. w zakładach Alstom Konstal. Ogółem powstały dwa wagony tramwajowe typu 105Nz, które dostarczone zostały do Warszawy. Jest to pierwszy polski tramwaj z silnikami prądu przemiennego.

## Konstrukcja
Konstal 105Nz to silnikowy, jednoczłonowy, jednokierunkowy, wysokopodłogowy wagon tramwajowy. Nadwozie oparte jest na dwóch dwuosiowych wózkach. Po prawej stronie nadwozia zamontowano troje dwudzielnych drzwi odskokowo-wychylnych. W porównaniu z tramwajem typu Konstal 105Na zmieniono typ silników napędzających osie wózków z silników prądu stałego na asynchroniczne, zasilane napięciem przemiennym z falowników. Zamiast rozruchu oporowego w tramwaju umieszczono układ rozruchowy oparty na tyrystorach GTO. Poza tym zamiast przetwornicy wirującej zastosowano statyczną. Sterowanie odbywa się przy pomocy ręcznego nastawnika jazdy. Prąd pobierany jest z sieci trakcyjnej przez połówkowy odbierak prądu. Wewnątrz tramwaju rozmieszczono siedzenia w układzie 1+1.

## Dostawy
W 1997 r. wyprodukowano 2 tramwaje typu 105Nz.
| Państwo        | Miasto         | Lata dostaw    | Liczba | Numery taborowe |       |  |
| -------------- | -------------- | -------------- | ------ | --------------- | ----- |  |
| Polska         | Warszawa       | 1997           | 2      | 2028–2029       | [ 2 ] |  |
| Łączna liczba: | Łączna liczba: | Łączna liczba: | 2      |                 |       |  |

Jedyne dwa wyprodukowane egzemplarze tramwaju typu 105Nz zakupione zostały przez Warszawę. W 2016 r. przeprowadzono modernizację tramwajów, zastępując silniki asynchroniczne silnikami prądu stałego oraz wymieniając rozruch tyrystorowy na tranzystorowy. Tak przebudowane wagony oznaczono jako 105Ni.